# فورستینینگ
فورستینینگ (به آلمانی: Forstinning) یک شهر در آلمان است که در بایرن واقع شده‌است.

## خصوصیات
فورستینینگ ۱۲٫۲۶ کیلومترمربع مساحت دارد ۵۱۲ متر بالاتر از سطح دریا واقع شده‌است.